# Louis Somers (voetballer)
Louis Somers (28 mei 1909 – 7 februari 1965) was een Belgisch voetballer die speelde als doelman.
Tussen 1927 en 1937 speelde Somers voor Antwerp FC. Hij behaalde met deze club twee landstitels, in 1929 en 1931, en eindigde drie keer tweede. Op 4 november 1928 debuteerde hij voor het Belgisch voetbalelftal in een vriendschappelijke wedstrijd tegen Nederland. In 1930 speelde hij zijn vierde en laatste wedstrijd voor het nationale elftal tegen Tsjechoslowakije.